# Kasteel Oldenaller
Kasteel Oldenaller is een landgoed, landhuis en voormalig kasteel gelegen in de gemeente Putten tussen Nijkerk en Putten in  de Nederlandse provincie Gelderland.

## Geschiedenis

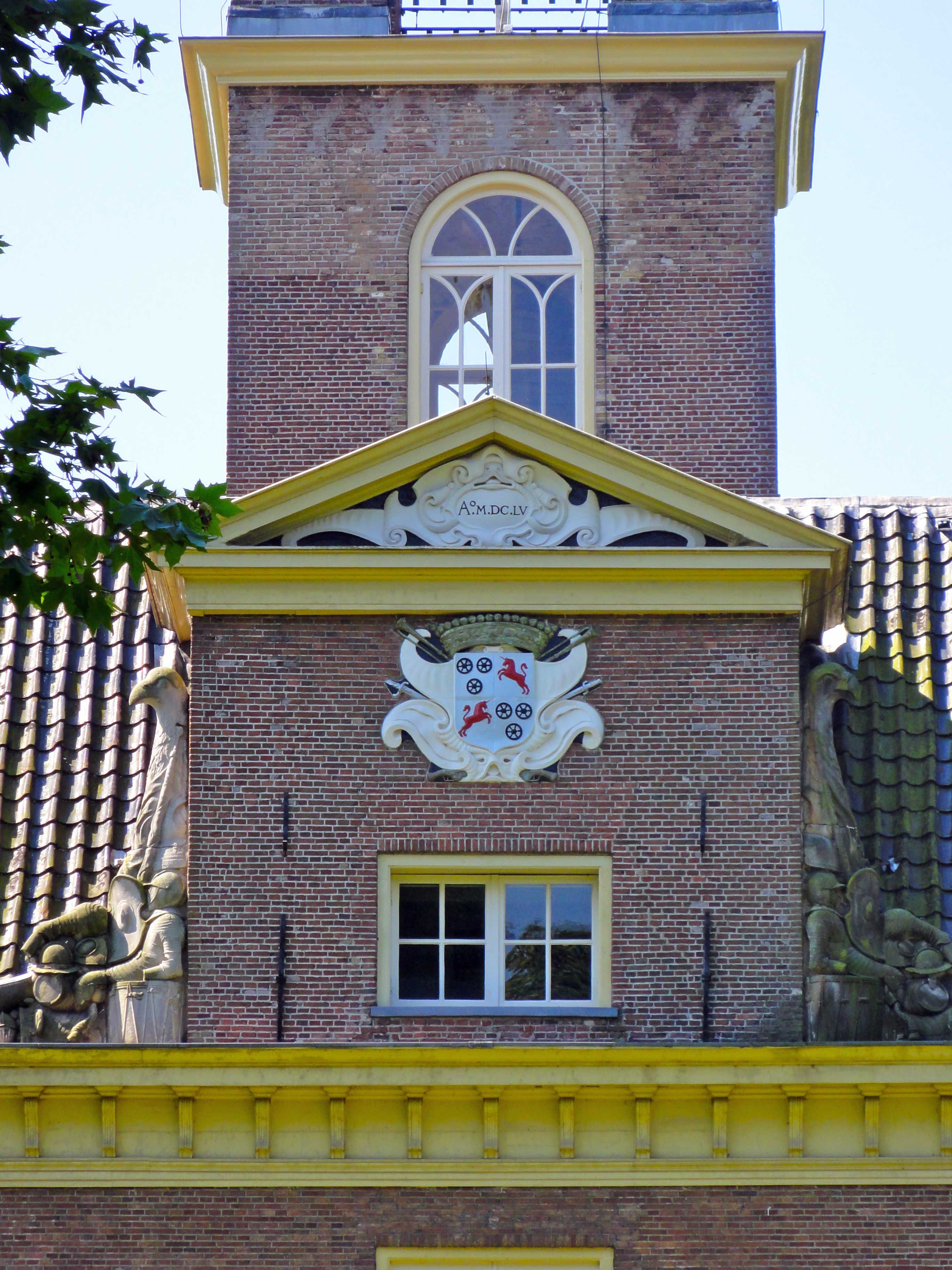
dakkapel met fronton en wapenschild

Het gebied rond Oldenaller was in de middeleeuwen in het bezit van de familie Van Aller. In het jaar 1494 blijkt ene Reneyr van Aller eigenaar van dit huis te zijn. Rond 1655 geeft Johan van Wijnbergen de opdracht om hier een nieuw huis te bouwen. Het nieuwgebouwde huis zou een ontwerp zijn van de architect Jacob van Campen. De achterneef van Johan van Wijnbergen, jonker Aernt van Wijnbergen, was eigenaar van het door Jacob van Campen gebouwde 'Beekhoven' (ook wel het Hogerhuis genoemd), in Amersfoort. Op de gevel van het huis Oldenaller staat een cartouche met het jaartal 1665 er in. Van Campen stierf in 1657. Gezien de architectonische kenmerken is het aannemelijk dat Van Campens leerling, Philips Vingboons (1607-1678), de bouw van het huis in 1665 heeft voltooid. Het huis werd vormgegeven in een classicistische stijl. In het Rampjaar 1672 werd het enige tijd bezet door Franse troepen.
In 1848 werd Oldenaller gekocht door baron van Goltstein. Hij gaf na 1850 de opdracht aan architect Karel Georg Zocher om het huis te moderniseren en een tuinontwerp voor een Engelse tuin te realiseren. Hij ontwierp ook de vierkante toren die hij alsnog aan het gebouw toevoegde. Het gebouw werd voorzien van een witte pleisterlaag.
De voorgevel op het noordoosten werd symmetrisch vormgegeven. In het midden van de voorgevel bevindt zich de boogvormige entree tussen twee achtruitsvensters. Een stoep met drie treden leidt naar de entree. Op de verdieping bevinden zich drie vensters met een kleinere roedenverdeling dan op de begane grond. Boven de gootlijst is een dakkapel aangebracht met daarin het gecombineerde wapen van Van Wijnbergen-Van Brienen. In het fronton daarboven bevindt zich een cartouche met het jaartal "1665".
In 1972 werd Oldenaller gekocht door Natuurmonumenten. In 1975 werd het huis gerestaureerd en deels in oude staat teruggebracht. Ook de pleisterlaag werd in dat jaar weer verwijderd. In 2009 werd het interieur gerestaureerd. De gestuukte plafonds en de oude parketvloer zijn daarbij hersteld. Ook werd een Trompe-l'oeil schildering aangebracht. Het huis is erkend als rijksmonument vanwege de architectuurhistorische waarde van het bouwwerk. Het goed en gaaf bewaarde gebouw staat bovendien op een karakteristieke plaats in het landschap. Ook andere delen van het complex zoals de tuinaanleg, een tweetal bruggen, een tweetal bouwhuizen, een tweetal boerderijcomplexen, een dienstwoning met duiventil en de hekpijlers zijn als rijksmonument erkend.
Op het landgoed huist een kolonie blauwe reigers en er staan diverse pachtboerderijen. Het huis en directe omgeving is niet toegankelijk voor het publiek, het landgoed is opengesteld voor wandelaars.

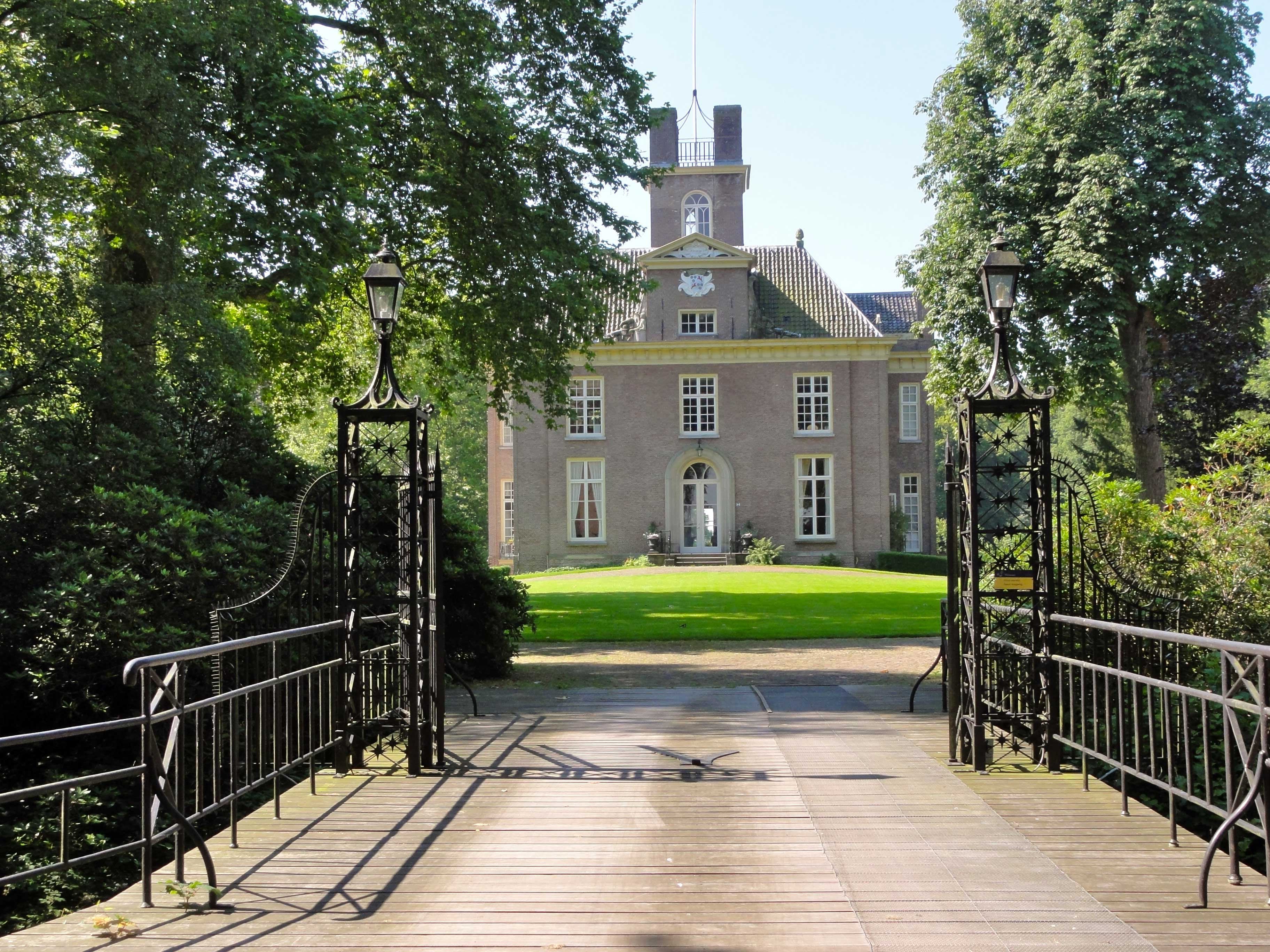
Voorzijde Oldenaller met brug en toegangshek
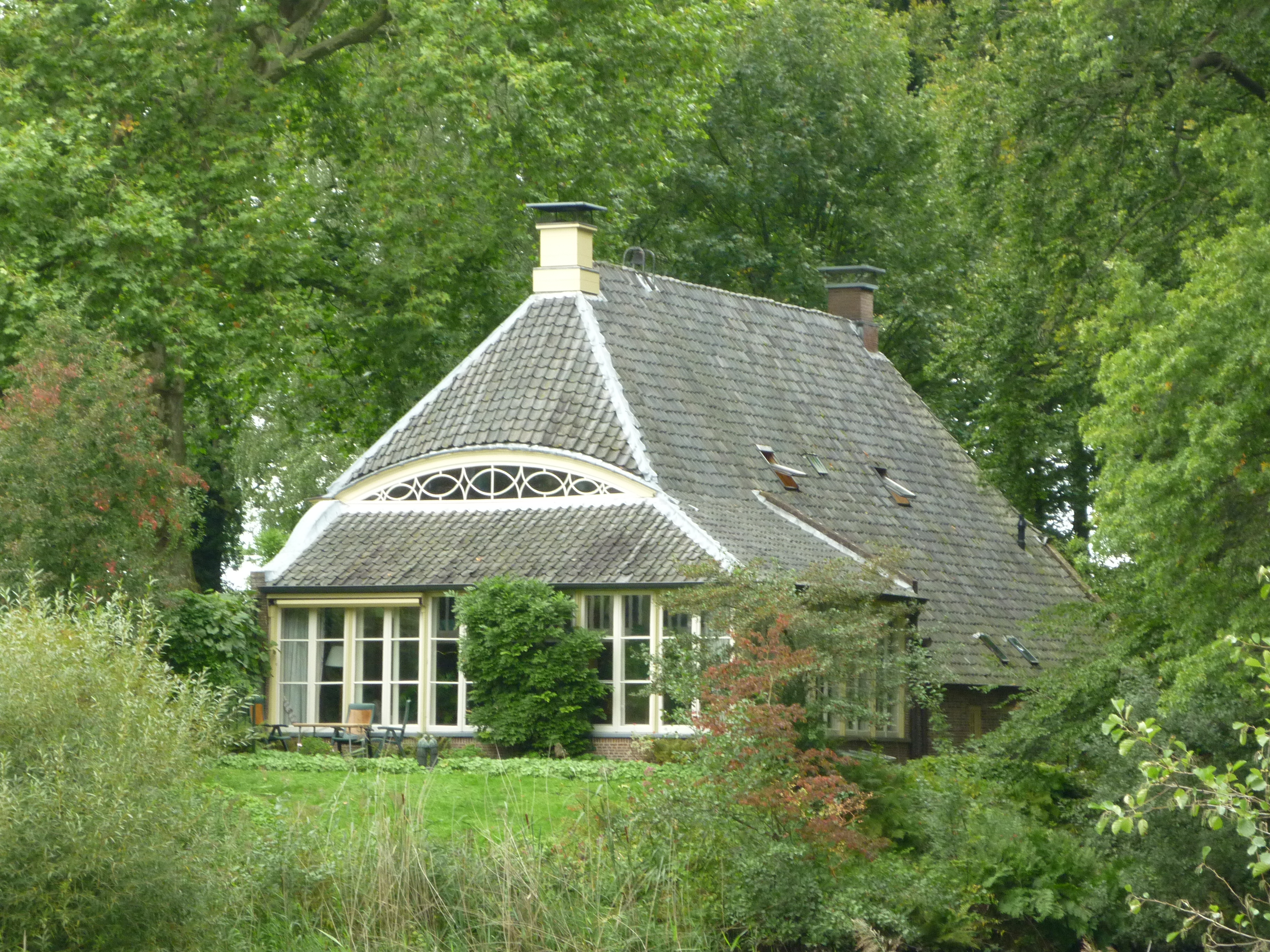
Bijgebouw Oldenaller
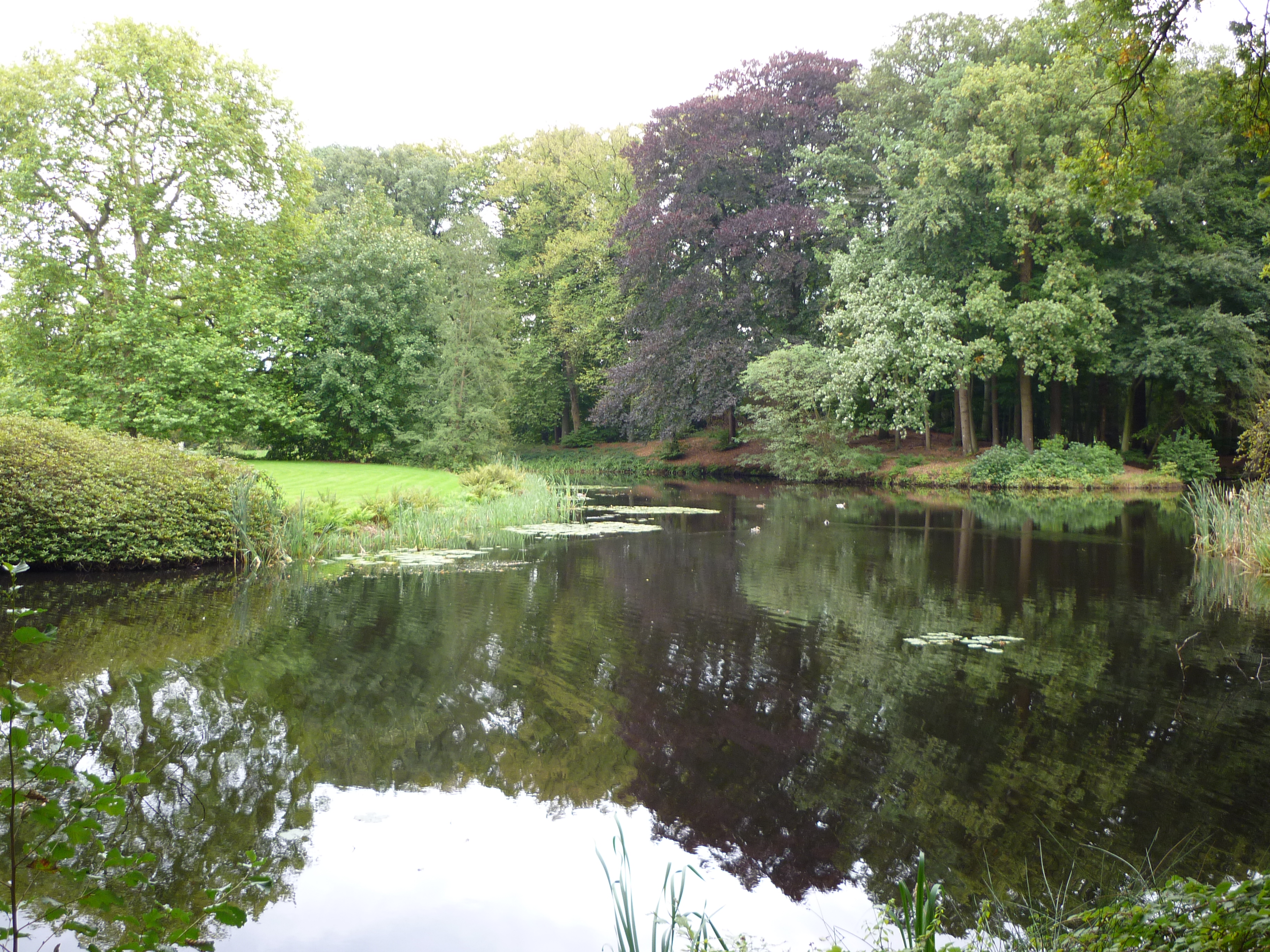
Parktuin Oldenaller
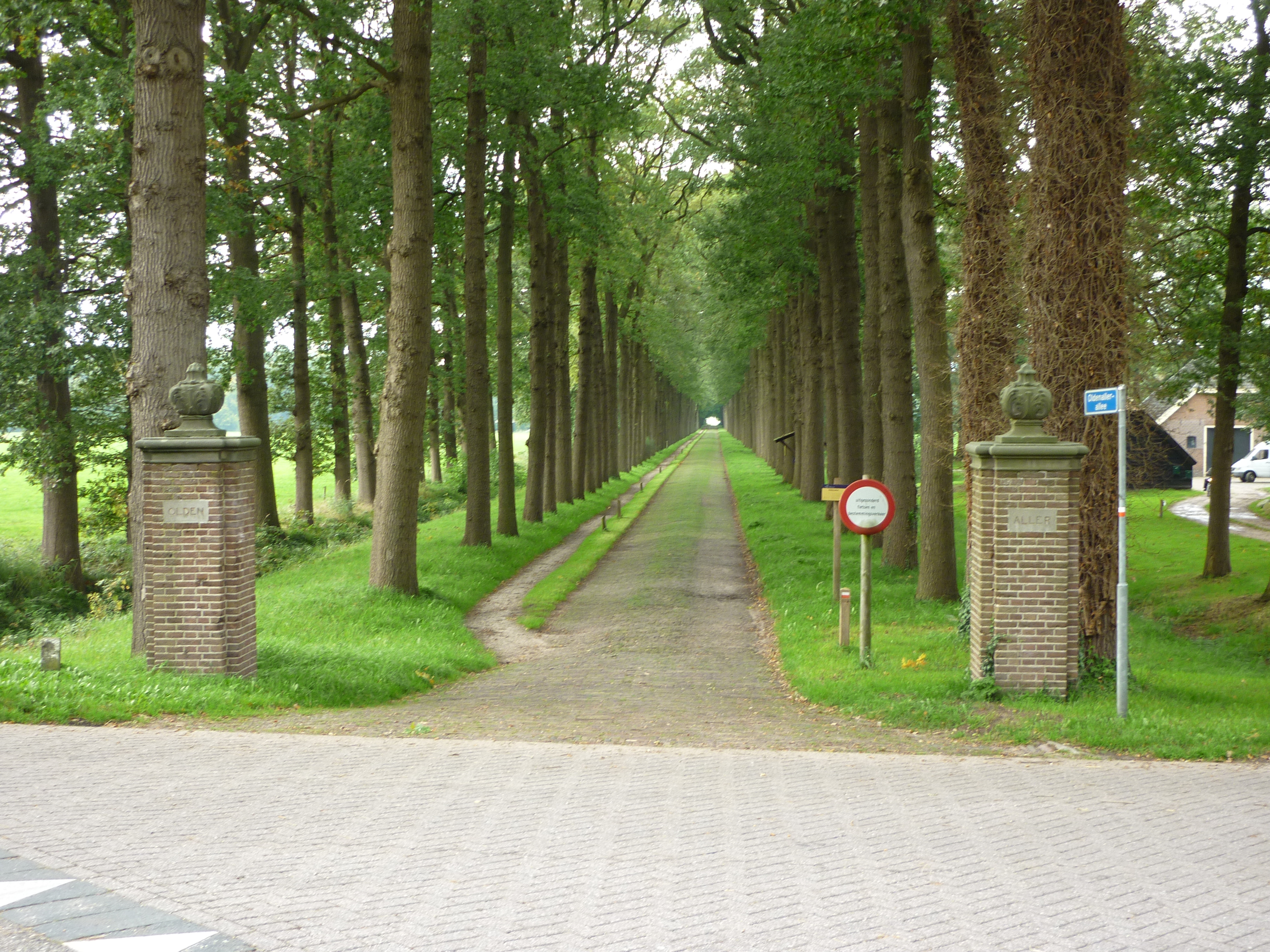
Hekpijlers Oldenaller

Aalst · Aardenburg · Acquoy · Aerdt · Agistaldaburg · Ahof · Aldenhaag · Aller · Ambe · Ammersoyen · Ampsen · Andelst · Angeroyen · Appelburg · Appelse walburg · Appeltern · Arler · Baak · Babberich · Baer · Baerle · Bakerbosch · Balgoij · Barlham · Batenburg · Beek · Beerenclaauw · Bemmel · Bevervoorde · Bergh · Biljoen · Bingerden · Blankenborg (Laren) · Blankenborg · Blauwe Huis · Blokhuis (Ravenswaaij) · Boelenham · Boetselaersborg · Borculo · Boswaai · Brakel · Den Brakel · Den Bramel · Bredevoort · Broekhuizen · Bronkhorst · Bruchem · Bruinhorst · Brunsberg · Bulkestein · Bunswaard · Burcht van Tiel · Buren · De Buurse · Byland · Byvanck · Caetshage · Camphuysen · De Cannenburch · de Cloese · Coldenhove · Culemborg · Dedinckweerd · Delwijnen · Didam · Diepenbroek · Hof te Dieren · Huis Dijck · Dikke Tinne · Doddendaal · Dodewaard · Doornenburg · Doornik · Doorwerth · Dooyenburg · Dorth · Doseburg · Drakenburg · Dreumel · Druten · Duivelshuis · Eerbeek · De Ehze · Elburg · Eldrik · Emmerik · Engelenburg · Groot Engelenburg · Engelrode · Enghuizen · Enspijk · De Essenburgh · Essenpas · Est · Fokkinck · Gameren · Geerestein · Geldermalsen · De Gelderse Toren · Geldersweerd · Gellicum · Gendt · Gennepestein · Glindhorst · Goudenstein · ‘s-Grevenhoef · Groot Hell · Groenlo · Groesbeek · Huis te Groesbeek · Grunsfoort · Gulden Spijker · Hackfort · Hackforts Veenhuis · Hagen · Hagevoort · Hamerden · Hanepol · Harreveld · Harslo · Hassink · Het Haveke · Hedel · Heeckeren · De Heegh · Hees · De Heest · Hellouw · Hemmen · Hernen · Motte van Hernen · Heumen · Heusden · Hoekelum · Hoekenburg · De Hoeve · De Hof · Hof d'Ooy · Hof van Arkel · Huis het Holt · Holthuis · Het Holtslag · Ter Horst · Houberg · St. Hubertus · Huissen · Hulhuizen · Hulkestein · Hulsen · Hunneschans bij De Duno · Hunneschans bij Uddel · Jonker Bloo · 't Joppe · De Kamp · Karssenberg · Kemnade · Keppel · Kermestein · Kernhem · Kervel · Kiefskamp · De Kinkelenburg · Klein Enghuizen · Kleverburg · Kortenhoeve · Laag Helbergen · Lakenburg · Landfort · Langen · Latenstein · De Lathmer · Lathum · Ter Lede · Leegpoel · Leemcuyl · Leeuwen · Leeuwenbergh · Lensenburg · Lent · Leur · Leuvenum · Leyenburg · Lichtenvoorde · Lievenstein · Loenen · Loevestein · Loil · Loowaard · Luynhorst · Hof te Maasbommel · Magerhorst · Malburgen · Malderburcht · Malsen · Manhorst · Marhulsen · De Marsch · Marveld · Mathena · Maurik · Medel · Medestein · 't Medler · Meinerswijk · De Mellard · Mensink · Mergelp · Meteren · 't Meyerink · Middachten · Millingen · Mussenberg · Nagelhorst · Nederhagen · Nederhemert · Neerijnen · Huis Neerijnen · De Nesch · Nettelhorst · Nieuwe Blokhuis ·  Nijburg · Nijenbeek · Old Putten · Notenstein · Nye Huis · Olde Spijker · Oldenaller · Oldenhof (Driel) · Oldenhof (Heteren) · De Ooij · Oolde · Oud Oolde · Oosterhout · Ophemert · Opijnen · Oud Ampsen · Oude Blokhuis · Het Oude Loo · Oude Voorst · Oudenborch · Oud-Wisch · Huis te Overasselt · Overeng · Overhagen · Overlaar · 't Oye · Palmestein · De Parck · Persingen · Plekenpol · Ploen · Pluimenburg · Poederoijen · Poelwijck · Poelwijk · De Pol (Dreumel) · Huis de Poll (Huis te Gietelo) · De Poll (Huissen) · Pollenbering · Pollenstein · Puttenstein · Het Raasink · Ravenhorst · De Rees · Ressen · Reuversweerd · Reygersfoort · Rhijnestein · Huis Rijswijk · Rode Toren · Roode Wald · Rosande · Rosendael · Rossum · Rumpt · Ruurlo · Rijsselt · Schadewijk · Schaffelaar · Scherpenzeel · Schoonbroek · Schoonderbeek · Schoonenburg · Schuilenburg · Schuilkerke · Hof te Seelbeek · Sevenaer I · Sevenaer II · Sinderen (Oude IJsselstreek) · Sinderen (Voorst) · Slangenburg · Sleeburg · Slimsijp · De Snor · Soelen · Spaansweerd · Spaldorp · Spijk · Staverden · Sterkenburg · Swanepol · Tarthorst · Teisterbant (Kerk-Avezaath) · Teisterbant (Kerkdriel) · Ter Dicke · Tolhuis · Tolhuis (Tiel) · Tollenburg · Tongerlo · Toren van Wely · Tuil · Ubbergen · Uilenburg (Ewijk) · Uilenburg (Heteren) · Ulenpas · Ulft · Upladen · Valburg · Valkhofburcht · Valkhofpalts · Vanenburg · Varik · Hof te Varsseveld · 't Velde · Velhorst · Verwolde · Vierakker · De Voorst · Voorstonden · Vorden · Vosbergen · Vredenburg · Vredestein (Driel) · Vredestein (Ravenswaaij) · Vuren · Waardenburg · Waddestein · Wadenoijen · Waede · Wageningen · Walfort · 't Waliën · De Wardt · Watergoor · Watermeerwijk · Wayenstein (Huis te Herwijnen) · Well (Huis van Malsen) · Weijenrade · Westenburg · Westerholt · Weurt · De Wiersse · Wijenburg (Echteld) · De Wildenborch · De Wildt · Wilp · Wilperhorst · Winssen · Wisch · Wychen · Wolfswaard · Woolbeek · Yrst · IJzendoorn · Zeeland · Zilveren Spijker · Zuilichem · Zwaluwenburg · Zwanenburg (Heerde) · Zwanenburg (Megchelen)